# Ozera, Svitlovodsk
Ozera (în ucraineană Озера) este localitatea de reședință a comunei Ozera din raionul Svitlovodsk, regiunea Kirovohrad, Ucraina.

## Demografie
Componența lingvistică a localității Ozera
     Ucraineană (93,55%)
     Rusă (3,58%)
     Alte limbi (1,28%)
Conform recensământului din 2001, majoritatea populației localității Ozera era vorbitoare de ucraineană (93,55%), existând în minoritate și vorbitori de rusă (3,58%) și armeană (1,43%).